# هر نفسی که میکشی (فیلم)
هر نفسی که می‌کشی (به انگلیسی: Every Breath You Take) که با نام تو به من تعلق داری (به انگلیسی: You Belong to Me) نیز شناخته می‌شود، یک فیلم تریلر روان‌شناختی محصول سال ۲۰۲۱ به کارگردانی وان استاین و نویسندگی دیوید موری است. کیسی افلک، میشل موناهن، سم کلفلین و ورونیکا فرس در این فیلم به ایفای نقش می‌پردازند. فیلم داستان روانپزشکی را روایت می‌کند که پس از معرفی برادر یک مشتری‌اش به خانواده‌اش پس از خودکشی مشتری، زندگی‌اش مختل می‌شود.

## بازیگران
- کیسی افلک در نقش فیلیپ کلارک
- میشل موناهن در نقش گریس واتسون
- سم کلفلین در نقش جیمز فلگ/اریک دالتون
- ورونیکا فرس در نقش دکتر ونسا فانینگ
- امیلی آلین لیند در نقش دافنه واتسون
- ایندیا آیزلی در نقش لوسی واتسون
- هیرو کاناگاوا در نقش دکتر توث
- وینسنت گیل در نقش استوارت فانینگ
- لیلی کروگ در نقش لیلی فانینگ
- برندن ساندرلند در نقش ایوان